# Simson Star
A Simson Star két személy szállítására alkalmas keletnémet gyártmányú kismotorkerékpár. A madárszéria második tagja a Star (magyarul seregély), amely gyakorlatilag a Spatz (ő a madárszéria első tagja) és a Schwalbe keveréke. Az akkor sportosság jegyében született Starnál megmaradt alap elemként a Spatz váz, amelybe a 3 sebességes kényszerléghűtéses 3,4 lovas lábváltós turbós blokk került. Természetesen a blokkal együtt a kipufogó rendszer és a szívászaj tompító is átkerült. 
A Schwalbeval közös még a komplett első futómű (teleszkópokkal együtt), az első sárvédő, a kormány és annak elemei (kéziváltót kivéve, mivel ilyen példány a Star típus esetében nem volt). Átkerült még a dupla ülés, a hátsó teleszkópok, kerekek, fékek és a csomagtartó. Meg kell említeni a szinte azonos elektromos rendszert: 136 cm2-re növelt fényszóróbetét felület, hátsó lámpa, gyújtáskapcsoló, töltőberendezés és a 6V (4.5 Ah) ólom akku, kormányvégi indexek, parkolófény, duda, biztosítékdoboz valamint a fényváltó és indexkapcsoló. 
Teljesen új tervezésnek számított a Claus Dietel és Lutz Rudolph által tervezett kombinált lámpafej, amelyhez módosítani kellett némileg a Spatz váz homlok részét. Mindezek mellett módosításra került még a két motortakaró oldallemez is. Ami a Spatz-cal közös maradt, az az enyhén módosított vázon kívül a tank, hátsó lengővilla és a hátsó sárvédő. 
Ez a fejlesztési "koncepció" leginkább a márkaszervizek számára volt kedvező, mivel egy új típust alkottak meg, de az új alkarészek száma nagyon kevés. Magyarul a Star gyakorlatilag az előbb említett két típus 90%-át foglalja magában.

## Simson SR4-2 Star története
Az 1964-es Lipcsei Vásáron a Simson egy olyan modellel jelent meg, amely merőben eltért az előző, akkoriban már elavultnak ható SR2E moped mellett. A Star gyártása a Schwalbe sorozatgyártásának beindítása után 7 hónappal, a Spatz gyártásának indítása után 3 hónappal, 1964. szeptember 1-én indult be.
A Simson Star modern megjelenésével nagy tömeget vonzott magához a vásárvárosban. A motorkerékpáros vonalvezetés, a nagy méretű fényszórók, akár két személy szállítására is alkalmas ülés, 16 colos kerekek 125 mm-es dobfékekkel, féklámpával, gyújtáskapcsolóval, üresjárati visszajelzővel, parkolólámpával, tokozott lánccal, ülés alatti tárolóhellyel követte a 60-as évek divatját. Motorja kényszer-levegőhűtéses, 3,4 lóerős, egybeépített háromsebességes lábkapcsolású váltóval készült. 
A Simson Star 4-2 az akkori NDK-s törvényeknek megfelelően 60 km/h végsebesség elérésére képes, sőt, ezt túl is teljesítette akár 5 km/h-val. Ez a tulajdonsága alkalmassá tette, hogy ne csak a városban használja tulajdonosa, hanem hosszútávú, akár több száz km-es útra is elinduljon vele. (Ne feledjük, hogy 1964-ben még nem volt minden háznál két kocsi, de még egy sem. Csak a legtehetősebbek engedhették meg maguknak, illetve azok, akik közel voltak ahhoz a bizonyos "tűzhöz". Akkor sokak számára és még sokáig a Simson maradt az egyetlen elérhető közlekedési eszköz.)
1964-ben mutatták be a Budapesti Nemzetközi Vásáron az új Start, ahol némileg eltörpült az új sláger, a Trabant 601 mögött. Hazánkban 1965-től lehetett megvásárolni.
1965-ben a megbízhatóságáról tett tanúbizonyságot a trópusokon. Wolfgang Schrader és barátja a Starok nyergében Nepált, Kasmirt, Malajziát és Kambodzsát is megjárta nagyobb meghibásodás nélkül. A 60 km/órás végsebességnek hála, nagyobb átlagsebességet értek el, mint az 1958-ban az SR2-esekkel.
1966 februárjában a korábbi NKJ karburátorokat felváltotta a modernebb, korszerűbb BVF (Berliner Vergaser und Filterverke) 16N1-6 jelű porlasztó. Ugyanebben az évben módosították a hátsó lámpáját, a narancssárga/borostyán színű búrát piros színűre cserélték. A hátsó lámpa alá egy piros színű fényvisszaverőt erősítettek.
1967-től megújult a vizes tankmatrica, a normál Star feliratot leváltotta a címerrel kiegészített Star matrica.
1968-tól az SR4-2/1 es lett a típusjelzés. Több ponton is módosították a kismotort. A csomagtartó gumi borítást kapott, az ülésről eltávolították az alumínium szegélycsíkot, a markolatok színe sötét lett, 1969 szeptemberében módosult a km óra számlapja is. 1966-ig borostyánsárga volt a féklámpa, amit piros váltott fel a korabeli KRESZ módosítások miatt.
1972-ben a szivarvég kipufogót leváltotta a normál végű kipufogó. A gyakorlatban a váltás 1972-1973-ban volt, még néhány példányon visszaköszönt a szivarvégű kipufogó dob. 
Többnyire nem szerelték fel kormányindexszel. Hazánkba rendszámmal kerültek forgalomba, mint motorkerékpár, mert a típus nem fért bele a segédmotoros kategóriába a magasabb végsebesség és a kétszemélyes mivolta miatt.
Az 1974-es modellévre több változást hajtottak végre, a már lassan kifutó szérián. A fehér lámpakeretet valamint a szintén fehér üléshuzatot fekete színűre cserélték, a  lengéscsillapítók szintén fekete felső borítást kaptak. Továbbá módosított, öntisztító fékbetétek és a külső hátsó fékkar volt a frissítések között.
1975-ig 505 800 darab Star hagyta el a gyárat.
Érdekességképpen a következő adatokat adta meg a gyár a kismotorkerékpár menetteljesítményéről: 0-50km/-ra 16 mp gyorsul fel, míg 500 m-t 39,6 mp alatt tesz meg. 
Fényezés: A Star tankja, oldallemezei és kormánytakaró lemeze szürkés zöldes fényezést kapott, míg további elemei piros (verkehrsrot) fényezést. Később a piros színt bordó fényezés váltotta fel. A Star esetén ritka fényezés a vajszín (tank, oldallemezek és kormánytakaró lemez) fény szembeállítása a Habichtoknál használt zöld fényezéssel.